# Pineto Volley 2024-2025
Questa voce raccoglie le informazioni riguardanti il Pineto Volley nelle competizioni ufficiali della stagione 2024-2025.

## Stagione
Nella stagione 2024-25 il Pineto Volley assume la denominazione sponsorizzata di Abba Pineto.
Partecipa per la settima volta, la seconda consecutiva, al campionato di Serie A2 terminando la stagione all'ottavo posto in classifica.
Dopo il termine della regular season di campionato partecipa alla Coppa Italia di Serie A2 dove viene eliminata al primo turno dalla Virtus Fano.

## Organigramma societario
Area direttiva
- Presidente: Guido Abbondanza
- Vicepresidente: Francesco Marcacci
- Direttore Sportivo: Massimo Forese
- Team Manager: Angelo Marolla
- Club Manager: Lorenzo Calonico
- Segreteria Generale: Silvia Caddeo

Area tecnica
- Allenatore: Simone Di Tommaso
- Allenatore in seconda: Loris Palermo
- Scout man: Loris Palermo

Area comunicazione
- Addetto Stampa: Matteo Aldamonte

Area marketing
- Responsabile Marketing: Francesco Barbarossa, Lorenzo Calonico

Area sanitaria
- Medico Sociale: Salvatore Del Principe, Adamo Di Giuseppe
- Fisioterapista: Nicola Alagia, Cristian Di Virgilio
- Preparatore Atletico: Angelo Marolla
- Staff Medico: Leonidas Kontochristos

## Rosa
| N° | Nome               | Ruolo | Data di nascita   | Nazionalità sportiva |
| -- | ------------------ | ----- | ----------------- | -------------------- |
| 1  | Matteo Zamagni     | C     | 4 agosto 1989     | Italia               |
| 2  | Matteo Iurisci     | S     | 27 agosto 2007    | Italia               |
| 3  | Mattia Catone      | P     | 17 novembre 2001  | Italia               |
| 4  | Flavio Morazzini   | L     | 10 maggio 2005    | Italia               |
| 5  | Vitor Baesso       | S     | 28 marzo 1998     | Brasile              |
| 6  | Samuli Kaislasalo  | O     | 3 agosto 1995     | Finlandia            |
| 7  | Michael Molinari   | C     | 30 aprile 1998    | Italia               |
| 8  | Giancarlo Pesare   | L     | 3 settembre 1995  | Italia               |
| 9  | Paolo Di Silvestre | S     | 31 gennaio 1998   | Italia               |
| 10 | Luca Presta        | C     | 6 dicembre 1995   | Italia               |
| 11 | Gioele Favaro      | S     | 27 novembre 2003  | Italia               |
| 12 | Andrea Bulfon      | O     | 14 dicembre 1996  | Italia               |
| 21 | Emanuele Rampazzo  | P     | 27 maggio 2003    | Italia               |
| 33 | Lorenzo Calonico   | C     | 28 settembre 1981 | Italia               |

## Mercato
| Acquisti | Acquisti          | Acquisti            | Acquisti   |
| R.       | Nome              | da                  | Modalità   |
| -------- | ----------------- | ------------------- | ---------- |
| S        | Vitor Baesso      | Suzano              | definitivo |
| O        | Andrea Bulfon     | Energy Parma        | definitivo |
| C        | Lorenzo Calonico  | Pineto              | definitivo |
| P        | Mattia Catone     | Motta               | definitivo |
| S        | Gioele Favaro     | Team Club           | definitivo |
| S        | Matteo Iurisci    | Lube                | definitivo |
| O        | Samuli Kaislasalo | Orion               | definitivo |
| C        | Michael Molinari  | Rinascita Lagonegro | definitivo |
| L        | Flavio Morazzini  | Milano              | definitivo |
| C        | Luca Presta       | Virtus Aversa       | definitivo |
| P        | Emanuele Rampazzo | New Mater           | definitivo |
| C        | Matteo Zamagni    | Porto Viro          | definitivo |

| Cessioni | Cessioni              | Cessioni            | Cessioni   |
| R.       | Nome                  | a                   | Modalità   |
| -------- | --------------------- | ------------------- | ---------- |
| C        | Enrico Basso          | Belluno             | definitivo |
| S        | Mateusz Frąc          | Shabab Al-Ahli      | definitivo |
| C        | Rok Jerončič          | Alpacem Kanal       | definitivo |
| S        | Gianluca Loglisci     | Belluno             | definitivo |
| S        | Angelo Marolla        | -                   | ritirato   |
| P        | Matteo Mignano        | Lupi Santa Croce    | definitivo |
| S        | Zouhair Msatfi        | Grottaglie          | definitivo |
| C        | Kruno Nikačević       | Dinamo Bucarest     | definitivo |
| S        | Marco Rocco Panciocco | Rinascita Lagonegro | definitivo |
| P        | Matteo Paris          | Franco Tigano       | definitivo |
| S        | Andrea Santangelo     | Prisma Taranto      | definitivo |
| L        | Alessandro Sorgente   | ?                   | ?          |

## Risultati

### Serie A2

#### Andata
| 1ª Giornata - 6 ottobre 2024 PalaFontescodella, Macerata              | Macerata             | 1 - 3 | Pineto            | 18-25, 19-25, 35-33, 20-25        |
| 2ª Giornata - 13 ottobre 2024 Pala Santa Maria, Pineto                | Pineto               | 2 - 3 | Emma Villas       | 25-23, 31-29, 19-25, 20-25, 12-15 |
| 3ª Giornata - 20 ottobre 2024 PalaJacazzi, Aversa                     | Virtus Aversa        | 3 - 2 | Pineto            | 25-17, 25-18, 23-25, 23-25, 15-13 |
| 4ª Giornata - 27 ottobre 2024 Palazzetto dello Sport, Porto Viro      | Porto Viro           | 3 - 0 | Pineto            | 25-18, 25-19, 25-23               |
| 5ª Giornata - 30 ottobre 2024 Pala Santa Maria, Pineto                | Pineto               | 3 - 0 | Virtus Fano       | 38-36, 25-22, 25-19               |
| 6ª Giornata - 3 novembre 2024 PalaCatania, Catania                    | Saturnia Acicastello | 3 - 0 | Pineto            | 25-20, 29-27, 25-19               |
| 7ª Giornata - 10 novembre 2024 Pala Santa Maria, Pineto               | Pineto               | 1 - 3 | Prata             | 22-25, 19-25, 28-26, 15-25        |
| 8ª Giornata - 17 novembre 2024 Pala Francescucci, Casnate con Bernate | Libertas Brianza     | 3 - 0 | Pineto            | 25-23, 25-14, 25-18               |
| 9ª Giornata - 24 novembre 2024 Pala Santa Maria, Pineto               | Pineto               | 3 - 0 | Porto Robur Costa | 25-22, 25-21, 25-23               |
| 10ª Giornata - 1º dicembre 2024 Pala Santa Maria, Pineto              | Pineto               | 3 - 1 | Tricolore         | 23-25, 25-15, 25-20, 25-23        |
| 11ª Giornata - 8 dicembre 2024 PalaSanFilippo, Brescia                | Atlantide Brescia    | 3 - 1 | Pineto            | 23-25, 27-25, 25-19, 25-23        |
| 12ª Giornata - 15 dicembre 2024 Pala Santa Maria, Pineto              | Pineto               | 3 - 2 | Cuneo             | 25-18, 25-18, 23-25, 23-25, 16-14 |
| 13ª Giornata - 22 dicembre 2024 PalaSurace, Palmi                     | Franco Tigano        | 0 - 3 | Pineto            | 20-25, 25-27, 8-25                |

#### Ritorno
| 14ª Giornata - 26 dicembre 2024 Pala Santa Maria, Pineto     | Pineto            | 3 - 0 | Macerata             | 25-17, 25-16, 27-25               |
| 15ª Giornata - 29 dicembre 2024 PalaMensSana, Siena          | Emma Villas       | 3 - 0 | Pineto               | 25-12, 25-18, 25-17               |
| 16ª Giornata - 6 gennaio 2025 Pala Santa Maria, Pineto       | Pineto            | 2 - 3 | Virtus Aversa        | 23-25, 25-18, 22-25, 25-23, 14-16 |
| 17ª Giornata - 12 gennaio 2025 Pala Santa Maria, Pineto      | Pineto            | 3 - 1 | Porto Viro           | 23-25, 25-14, 27-25, 25-18        |
| 18ª Giornata - 19 gennaio 2025 PalaAllende, Fano             | Virtus Fano       | 1 - 3 | Pineto               | 25-21, 23-25, 22-25, 22-25        |
| 19ª Giornata - 26 gennaio 2025 Pala Santa Maria, Pineto      | Pineto            | 3 - 2 | Saturnia Acicastello | 16-25, 25-20, 19-25, 25-15, 15-10 |
| 20ª Giornata - 2 febbraio 2025 PalaPrata, Prata di Pordenone | Prata             | 3 - 0 | Pineto               | 25-17, 27-25, 25-12               |
| 21ª Giornata - 8 febbraio 2025 Pala Santa Maria, Pineto      | Pineto            | 0 - 3 | Libertas Brianza     | 15-25, 21-25, 16-25               |
| 22ª Giornata - 16 febbraio 2025 PalaDeAndré, Ravenna         | Porto Robur Costa | 3 - 2 | Pineto               | 25-16, 25-19, 21-25, 17-25, 15-13 |
| 23ª Giornata - 23 febbraio 2025 PalaBigi, Reggio nell'Emilia | Tricolore         | 3 - 1 | Pineto               | 28-30, 25-18, 25-16, 25-18        |
| 24ª Giornata - 2 marzo 2025 Pala Santa Maria, Pineto         | Pineto            | 3 - 0 | Atlantide Brescia    | 25-12, 26-24, 25-23               |
| 25ª Giornata - 9 marzo 2025 PalaCastagnaretta, Cuneo         | Cuneo             | 3 - 0 | Pineto               | 25-16, 28-26, 25-17               |
| 26ª Giornata - 16 marzo 2025 Pala Santa Maria, Pineto        | Pineto            | 3 - 1 | Franco Tigano        | 25-14, 25-17, 23-25, 25-22        |

### Coppa Italia di Serie A2
| Ottavi di finale (gara 1) - 6 aprile 2025 Pala Santa Maria, Pineto | Pineto      | 1 - 3 | Virtus Fano | 21-25, 22-25, 25-19, 27-29 |
| Ottavi di finale (gara 2) - 13 aprile 2025 PalaAllende, Fano       | Virtus Fano | 3 - 1 | Pineto      | 25-23, 25-23, 22-25, 25-21 |

## Statistiche

### Statistiche di squadra
| Competizione             | Punti | In casa | In casa | In casa | In trasferta | In trasferta | In trasferta | Totale | Totale | Totale |
| Competizione             | Punti | G       | V       | P       | G            | V            | P            | G      | V      | P      |
| ------------------------ | ----- | ------- | ------- | ------- | ------------ | ------------ | ------------ | ------ | ------ | ------ |
| Serie A2                 | 38    | 13      | 9       | 4       | 13           | 3            | 10           | 26     | 12     | 14     |
| Coppa Italia di Serie A2 |       | 1       | 0       | 1       | 1            | 0            | 1            | 2      | 0      | 2      |
| Totale                   | -     | 14      | 9       | 5       | 14           | 3            | 11           | 28     | 12     | 16     |

G = partite giocate; V = partite vinte; P = partite perse 

### Statistiche dei giocatori
| Giocatore       | Serie A2 | Serie A2 | Serie A2 | Serie A2 | Serie A2 | Coppa Italia di Serie A2 | Coppa Italia di Serie A2 | Coppa Italia di Serie A2 | Coppa Italia di Serie A2 | Coppa Italia di Serie A2 | Totale | Totale | Totale | Totale | Totale |
| Giocatore       | P        | PT       | AV       | MV       | BV       | P                        | PT                       | AV                       | MV                       | BV                       | P      | PT     | AV     | MV     | BV     |
| --------------- | -------- | -------- | -------- | -------- | -------- | ------------------------ | ------------------------ | ------------------------ | ------------------------ | ------------------------ | ------ | ------ | ------ | ------ | ------ |
| V. Baesso       | 26       | 334      | 275      | 40       | 19       | 2                        | 31                       | 30                       | 1                        | 0                        | 28     | 365    | 305    | 41     | 19     |
| A. Bulfon       | 24       | 20       | 16       | 3        | 1        | 2                        | 7                        | 6                        | 1                        | 0                        | 26     | 27     | 22     | 4      | 1      |
| L. Calonico     | 0        | 0        | 0        | 0        | 0        | 0                        | 0                        | 0                        | 0                        | 0                        | 0      | 0      | 0      | 0      | 0      |
| M. Catone       | 26       | 28       | 16       | 7        | 5        | 2                        | 1                        | 1                        | 0                        | 0                        | 28     | 29     | 17     | 7      | 5      |
| P. Di Silvestre | 26       | 304      | 244      | 36       | 24       | 2                        | 34                       | 31                       | 2                        | 1                        | 28     | 338    | 275    | 38     | 25     |
| G. Favaro       | 17       | 27       | 19       | 3        | 5        | 2                        | 0                        | 0                        | 0                        | 0                        | 19     | 27     | 19     | 3      | 5      |
| M. Iurisci      | 20       | 8        | 2        | 1        | 5        | 2                        | 0                        | 0                        | 0                        | 0                        | 22     | 8      | 2      | 1      | 5      |
| S. Kaislasalo   | 26       | 443      | 389      | 33       | 21       | 2                        | 27                       | 25                       | 0                        | 2                        | 28     | 470    | 414    | 33     | 23     |
| M. Molinari     | 16       | 32       | 24       | 8        | 0        | 0                        | 0                        | 0                        | 0                        | 0                        | 16     | 32     | 24     | 8      | 0      |
| F. Morazzini    | 26       | 0        | 0        | 0        | 0        | 2                        | 0                        | 0                        | 0                        | 0                        | 28     | 0      | 0      | 0      | 0      |
| G. Pesare       | 8        | 0        | 0        | 0        | 0        | 2                        | 0                        | 0                        | 0                        | 0                        | 10     | 0      | 0      | 0      | 0      |
| L. Presta       | 23       | 101      | 75       | 23       | 3        | 2                        | 14                       | 11                       | 2                        | 1                        | 25     | 115    | 86     | 25     | 4      |
| E. Rampazzo     | 21       | 5        | 2        | 3        | 0        | 1                        | 0                        | 0                        | 0                        | 0                        | 22     | 5      | 2      | 3      | 0      |
| M. Zamagni      | 26       | 205      | 160      | 37       | 8        | 2                        | 17                       | 14                       | 3                        | 0                        | 28     | 222    | 174    | 40     | 8      |

P = presenze; PT = punti totali; AV = attacchi vincenti; MV = muri vincenti; BV = battute vincenti